# Мршићи
Мршићи су насељено мјесто у општини Власеница, Република Српска, БиХ. Према попису становништва из 1991. у насељу је живјело 98 становника.

## Становништво
Према попису становништва из 1991. године, мјесто је имало 98 становника.
| Националност | 1991. |
| Муслимани    | 98    |
| Укупно       |       |

| Демографија | Демографија | Демографија |
| Година      | Становника  | Становника  |
| ----------- | ----------- | ----------- |
| 1961.       | 102         |             |
| 1971.       | 128         |             |
| 1981.       | 135         |             |
| 1991.       | 98          |             |